# 무안몽탄중학교
무안몽탄중학교(務安夢灘中學校)는 대한민국 전라남도 무안군 몽탄면 구산리에 있는 공립 중학교이다.

## 학교 연혁
- 1971년 3월 9일 : 무안몽탄중학교 개교
- 1974년 1월 19일 : 제1회 270명 졸업 (1971.3.9. 입학, 1974.1.19. 졸업) 남 172명, 여 98명 총 270명, 졸업생 누계 270명
- 2012년 11월 27일 : 다목적강당 「꿈여울관」 개관
- 2014년 11월 1일 : 전라남도교육청 무지개학교 지정
- 2024년 9월 1일 : 제20대 유은숙 교장 부임
- 2025년 1월 9일 : 제52회 12명 졸업(2022.2.2.입학, 2025.1.9.졸업) 여학생 5명, 남학생 7명, 졸업생 누계 5,990명

## 참고 자료
- 무안몽탄중학교 - 한국교육학술정보원 학교알리미